# Bildungselite
Bildungselite ist ein Sammelbegriff für eine soziale Gruppe innerhalb einer Gesellschaft, die über viel anerkannte Bildung verfügt. Der Begriff kam im 19. Jahrhundert auf und wird oftmals synonym mit dem Begriff Bildungsbürgertum verwendet, insbesondere dann, wenn von „bürgerlicher Bildungselite“ die Rede ist.
Soziologisch handelt es sich um eine Kategorie der Leistungseliten und wird von anderen Eliten wie der Wirtschaftselite oder der politischen Elite abgegrenzt.

## Geschichte
Während noch in der ersten Hälfte des 20. Jahrhunderts die Begriffe Bildungsbürgertum und Bildungselite nicht differenziert wurden, änderte sich dies infolge wirtschaftlicher und gesellschaftlicher Veränderungen ab den 1950er Jahren. Nach Michael Vester sollte zwischen der „alten Bildungselite“ (Bildungsaristokratie), die sich vor allem über Geschmack und Kultur (dem, was Pierre Bourdieu als Distinktion bezeichnete) definiert, und der „neuen Bildungselite“ (Bildungsgewinner) unterschieden werden. Letztere wurde gebildet in einem ersten Schritt in den 1950er Jahren durch die Kinder von Unternehmern infolge der Konzentrationsprozesse der Wirtschaft und in einem zweiten Schritt in der Bildungsexpansion in den 1960er Jahren als Nachkömmlinge von Beamten und Angestellten. Die „Neue Bildungselite“ sei der eigentliche Gewinner der Bildungsexpansion.
Bereits Anfang der 1980er Jahre kam es in der Bundesrepublik Deutschland zu einer bildungspolitischen Debatte. Wegen der sinkenden Wettbewerbsfähigkeit der deutschen Wirtschaft, insbesondere durch das damalige enorme Wirtschaftswachstum in Japan, hatte Vizekanzler und Bundesaußenminister Hans-Dietrich Genscher (FDP) die verstärkte Einrichtung von Privatuniversitäten gefordert, da an den deutschen Hochschulen keine Ausbildung für Eliten stattfinde. Die Bundesbildungsministerin Dorothee Wilms (CDU) vertrat die Ansicht, dass die Förderung von Leistungs-Eliten durchgeführt werden müsse, da die Bundesrepublik als rohstoffarme, hochentwickelte Industrienation auf Spitzenleistungen in der Wirtschaft und Forschung angewiesen sei. Der SPD-Vorsitzende Willy Brandt nannte wiederum die gezielte Ausbildung von Eliten einen Angriff auf das Sozialstaatsgebot des Grundgesetzes.
Für die Vereinigten Staaten prägte David Brooks den Begriff Bobos für die Neue Bildungselite, die vor allem im Zuge des Internetbooms entstand.
In jüngster Zeit wird der Begriff der Bildungselite verstärkt diskutiert im Zusammenhang mit Elitenbildung und Spitzenuniversitäten. Hier zeigt sich ebenfalls ein Auseinanderdriften der Begriffe Bildungsbürgertum und dem eher funktional benutzten Begriff Bildungselite.

## Elitenausbildung in Deutschland

### Bayern
Im Herbst 2004 begann der Freistaat Bayern mit seinem sogenannten Elitenetzwerk Bayern damit, zehn Elitestudiengänge und fünf internationale Doktorandenkollegs zu fördern. Diese Förderung wurde im Herbst 2005 um weitere sechs Elitestudiengänge und fünf Doktorandenkollegs ausgebaut. Im Herbst 2006 kam es zu einer dritten und letztmaligen Erweiterung dieses Netzwerkes.